# Götz Tilgener
Götz „Billy“ Tilgener (* 11. Januar 1950 in Paderborn; † 19. Juli 1975 in Berlin) war ein deutscher Anarchist und Aktivist der Terrororganisation Bewegung 2. Juni. Er war ein Freund von Ilse Schwipper und an der Vorbereitung des Mordes an Ulrich Schmücker beteiligt.

## Leben

### Familie, Kindheit und Schulzeit
Sein Vater Joachim Tilgener (ca. 1920 – nach 1975) war als Soldat im Zweiten Weltkrieg verwundet worden, hatte danach mit dem Handel von „Zigaretten, Papier, Kohle, Schweinen und Zement…“ und später als Finanzmakler ein kleines Vermögen erworben und war viel auf Reisen. Seine Mutter Ilse, geb. Steimann (1929–1976) begleitete ihren Mann oft dabei und absolvierte zudem eine Ausbildung als Pianistin und Klavierpädagogin an der Musikakademie Kassel. Ilses Vater, der Jurist Friedrich Steimann, war 1933 kurzzeitig Stadtverordnetenvorsteher der Stadt Warburg, bevor im Zuge der Gleichschaltung noch im gleichen Jahr die Stadtverordnetenversammlung aufgelöst wurde. Danach arbeitete er wieder als Rechtsanwalt.
Zu Beginn der 60er Jahre zog die Familie Tilgener in ein eigenes Haus nach Stuttgart. Götz besuchte ein dortiges Gymnasium, wo er in der siebenten und neunten Klasse sitzen blieb und nach der Untersekunda die Schule wechseln musste. Sein Vater vertrat die Auffassung, dass „nur mit Konsequenz und notwendiger Härte der richtige Kurs gehalten werden konnte“. Mit 17 Jahren kam er auf ein privates Internat, das Englische Institut in Heidelberg. Dort lernte er Mitglieder des Sozialistischen Deutscher Studentenbund kennen, ließ sich die Haare lang wachsen, nahm an Diskussionen und Demonstrationen teil und vernachlässigte die Schule. Es kam zu einem Konflikt mit dem Elternhaus. Sein Vater erteilte ihm Hausverbot und stellte die Unterhaltszahlungen ein. Der noch nicht volljährige Götz wandte sich an den Rechtsanwalt Horst Mahler, der bei seinen Eltern regelmäßige Zahlungen durchsetzte. Im März 1969 folgte ein weiterer Schulwechsel auf ein Internat auf Wangerooge, das in einer ehemaligen Wehrmachtskaserne untergebracht war und von einem ehemaligen Kapitän geführt wurde. Er engagierte sich zunächst für die von der Schließung bedrohten Schule, wurde Schulsprecher und begann eine Beziehung mit seiner Stellvertreterin Runa, die jedoch bald zum Studium nach Freiburg zog. Auf einer gemeinsamen Fahrt nach Freiburg fuhr er – noch ohne Führerschein – ihren Wagen zu Schrott und die Beziehung ging in die Brüche. Götz geriet völlig aus dem Gleichgewicht, unternahm drei Selbstmordversuche und begann zu trinken. „Zwei Flaschen Wodka am Tag waren das Normale“. Schlaftabletten kamen hinzu. Das schriftliche Abitur hatte er zwar inzwischen bestanden, aber die mündliche Prüfung fehlte noch. Seine Eltern holten ihn zur Erholung nach Stuttgart und ließen eine Psychotherapie machen, die er jedoch nach einigen Sitzungen abbrach. Er verschwand, jobbte, trank weiter und handelte mit wachsenden Mengen Haschisch, was sein Vater der Polizei meldete und zu einer Geldstrafe von 100 DM führte. Zurück in Wangerooge verschwand er kurz vor der Reifeprüfung wieder von der Insel.

### Bundeswehr und Flucht nach Westberlin

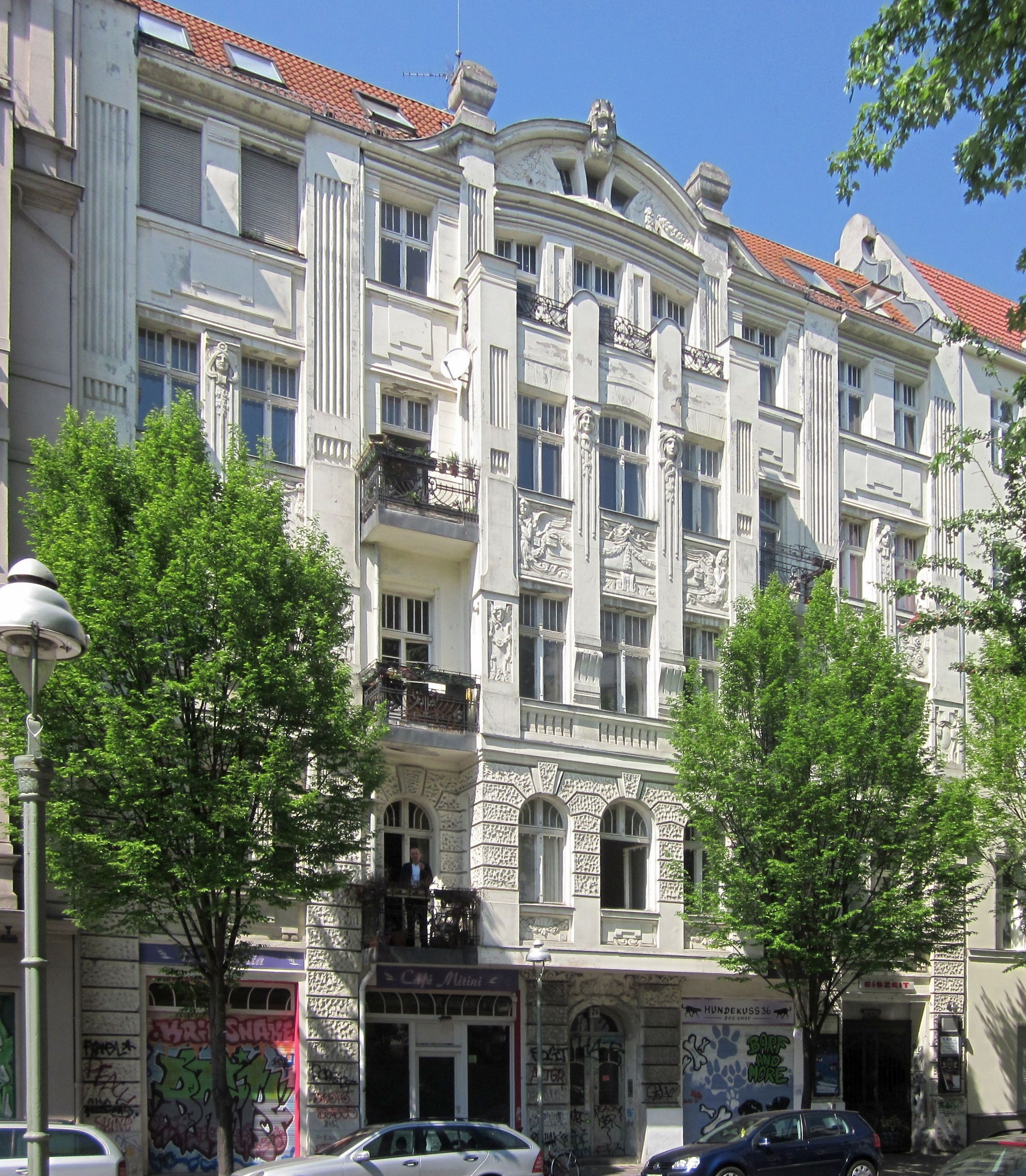
Zeughofstraße 20 in Berlin-Kreuzberg, ehem. Sitz des „Studios für radikale Gestaltung“

Nach seinem 18. Geburtstag wurde er zur Bundeswehr nach Ulm eingezogen, wo er sich am 4. Oktober 1971 in der Boelcke-Kaserne melden sollte. Dort erschien er jedoch nicht, sondern schickte seiner Einheit ein Grußtelegramm: „Wenn Ihr immer noch glaubt, daß aus mir ein Soldat zu machen ist, dann holt mich ab.“. Er wurde von Feldjägern aufgegriffen und erhielt acht Tage Arrest. Einen Kurzurlaub im November nutzte er zur Flucht nach Berlin, um dort Zugang zur linken Szene zu bekommen. Im „Sozialistischem Zentrum Stephanstraße 60“ traf er Verena Becker und Waltraut Siepert, die dort für die Schwarze Hilfe arbeiteten und ihn in einer Kommune in Berlin-Wedding unterbrachten. Nach einer Polizeirazzia zog er in eine andere Wohngemeinschaft in Kreuzberg und bekam Kontakt zum „Studio für radikale Gestaltung“ in der Zeughofstraße 20. In diesem Milieu lernte er auch Inge Viett, Wolfgang Grundmann und Ingeborg Barz kennen. Im Dezember 1971 beteiligte er sich an der Besetzung des Georg-von-Rauch-Hauses und blieb dort einige Wochen. Danach zog er in die Zeughofstraße 20 um. Ende Januar 1972 wurde Tilgener aufgrund eines Haftbefehls wegen Fahnenflucht festgenommen, kam in Untersuchungshaft in die Justizvollzugsanstalt Moabit und wurde in Ulm zu viereinhalb Jahren Haft verurteilt. Als er erfuhr, dass im Frühjahr 1972 Ingeborg Barz „als Verräterin auf Betreiben Andreas Baaders durch Kopfschuß liquidiert“ worden sein soll, schrieb Tilgener an Baader: „Was ich über ihr Ableben in Erfahrung bringen mußte, erfüllt mich mit Haß und Trauer.“

### Familiengründung
Nach Antrag auf Kriegsdienstverweigerung und Absitzen der restlichen Haftzeit zog er mit seiner Freundin Annelis, einer 15 Jahre älteren und in Scheidung lebenden Kunstmalerin aus Dresden in eine kleine Ladenwohnung in die Kreuzberger Cuvrystraße.
Anfang November 1972 hatte Götz Tilgener einen alkoholbedingten Unfall in seiner Wohnung und wurde ins Krankenhaus gebracht. Da er wegen erneuter Fahnenflucht von der Polizei gesucht wurde, meldete er sich unter falschem Namen an. Annelis informierte seinen Vater und forderte Geld, ohne seinen Aufenthaltsort zu nennen. Der Vater fand jedoch seinen Krankenhausaufenthalt heraus und informierte die Polizei mit der Folge, dass er in das Gefängniskrankenhaus Moabit verlegt wurde. Er wurde zu sechs Monaten Freiheitsstrafe auf Bewährung verurteilt, absolvierte seinen restlichen Dienst bei der Bundeswehr, meldete sich dann in Berlin ordnungsgemäß an und beantragte eine Entlassung vom Wehrdienst.
Danach heiratete Götz Annelis, die zwei Töchter im Alter von 13 und 14 Jahren zu versorgen hatte. Seine politischen Aktivitäten setzte er jedoch fort und in der Ehe begann es nach kurzer Zeit zu kriseln. Im November 1973 bekam das Paar eine Tochter, die Nina genannt wurde.

### Kontakte zu Ilse Schwipper
Bereits am 4. August 1972 hatte Götz Tilgener im Rahmen der Aktivitäten der Schwarzen Hilfe erstmals Briefkontakt mit der 13 Jahre älteren Ilse Schwipper verh. Bongartz, die den gleichen Vornamen wie seine Mutter hatte, aufgenommen. Sie war Gründerin und Kopf der Wolfsburger „Kommune K3“, durch mehrere Terroranschläge bekannt geworden und zu der Zeit in der Frauenhaftanstalt Vechta inhaftiert.
Im Januar 1973 besuchte er Ilse im Gefängnis Vechta. Er schrieb: „...ein gutes Beispiel sind jetzt die Gruppen, die jetzt versuchen, die Nachfolge der RAF anzutreten. Es ist gut, dass sie überhaupt etwas tun. Doch wie sie solche Aktionen machen, ist weniger schön. Die Gefahr ist vor allem, dass diese Leute – nach ihrer Festnahme – leicht wieder umgedreht werden können.“ Sie erwiderte u. a.: „...das Scheitern ist einzig und allein auf Verrat an den legalen Linken und der Narzißmusbefriedigung einiger Genossen zurückzuführen.“
Am 30. Oktober 1973 wurde Ilse Bongartz aus der Haft entlassen. Eine Woche später besuchte Tilgener sie nun in ihrer neuen Kommune in Wolfsburger Ortsteil Heßlingen, und das Paar begann eine Beziehung, die bis Ende April 1974 andauerte. Parallel dazu pflegte Ilse ein Verhältnis zu Wolfgang Jandt, das in eine Heirat und eine Scheidung wenige Wochen danach mündete. Am 13. April 1974 teilte sie – nunmehr mit dem Nachnamen Jandt – der Wolfsburger Gruppe mit, es sei der Beschluss gefasst worden, den V-Mann Ulrich Schmücker hinzurichten. Tilgener, der ein erfahrener Schütze war und Schmücker seit April 1973 gut kannte, erklärte sich hierzu bereit. Er beteiligte sich mit Ilse an dem Entwurf eines Fragebogens, der von Schmücker zuvor zu beantworten war, und dem Entwurf einer Presseerklärung. Zudem kundschaftete er geeignete Orte aus und besorgte eine Waffe.
Als Ilse begann, eine neue Beziehung, nämlich zu Jürgen Bodeux, aufzubauen, kam es zu Machtkämpfen zwischen ihr und Tilgener. Er warf ihr in einem Brief vor: „Deine Autorität ist ständig fühlbar“. Ilse verhindere „demokratische Verhältnisse“ in der Gruppe. Er sehe sich unablässig mit Ilses „Stärke konfrontiert -- Stärke jedoch nicht im revolutionären Sinn ... sondern Stärke im Sinn des Faschismus.“. Zur Kommune schrieb er: „Man sitzt sich zu nah auf der Pelle und verliere dabei den Blick für die Realität.“ Ihm kamen Bedenken zu der Mordplanung und er erklärte am 27. April 1974 der Wolfsburger Gruppe, dass er nicht mehr zur Verfügung stünde. Am 29. April kehrte er nach Berlin zurück.

### Der Schmückermord und die Folgen
Am Morgen des 5. Juni 1974 gegen 00:15 Uhr wurde Ulrich Schmücker sterbend von einem mit einer militärischen Übung befassten US-Soldaten im Grunewald an der Krummen Lanke in West-Berlin aufgefunden.
Am 1. Oktober 1974 erging gegen Tilgener ein Haftbefehl wegen dringenden Tatverdachts des Mordes an Ulrich Schmücker. Tilgener machte umfangreiche Aussagen, stellte sich der Staatsanwaltschaft als Kronzeuge zur Verfügung und wurde im Dezember 1974 aus der Untersuchungshaft entlassen. Am 20. April 1975 sprach er mit Journalisten des NDR-Magazins Panorama über den Fall. Seine Frau Annelis trennte sich von ihm und fuhr mit den Kindern zu ihrem Vater nach Dresden. 
Götz Tilgener starb am 19. Juli 1975 in seiner Berliner Wohnung an den Folgen eines überhöhten Alkohol- und Medikamentenkonsums. Seine Mutter Ilse bekam daraufhin Depressionen und nahm sich am 23. Juni 1976 das Leben. Annelis John-Tilgener starb am 19. Juli 1981 (gleiches Datum wie Götz) in Dresden.